# The Other Side (The Walking Dead)
«El Otro Lado» título original en inglés: «The Other Side» es el décimo cuarto episodio de la séptima temporada de la serie de televisión de terror posapocalíptica The Walking Dead. Se estrenó el 19 de marzo de 2017 en Estados Unidos y Latinoamérica por las cadenas AMC y Fox Premium respectivamente. El 20 de marzo se estrenó en España también mediante el canal FOX. Angela Kang fue la guionista de este capítulo mientras que Michael E. Satrazemis se encargó en dirigir el episodio.
El episodio se centra principalmente en Sasha (Sonequa Martin-Green) acompañando a Rosita (Christian Serratos) en una misión secreta a asesinar a Negan (Jeffrey Dean Morgan) para vengar a su difunto novio, Abraham Ford. En otra parte, Simon (Steven Ogg) y Los Salvadores hacen una visita inesperada a Hilltop con planes de llevar más que solo suministros.

## Trama
En Hilltop, Sasha (Sonequa Martin-Green) y Maggie (Lauren Cohan) han comenzado a capacitar a los sobrevivientes, incluyendo a Enid (Katelyn Nacon), sobre cómo usar los cuchillos ofensivamente en preparación para la inminente guerra contra los Salvadores. Sorprendiendo a todos, Simon (Steven Ogg) y un grupo de salvadores invaden la comunidad, forzando a Daryl (Norman Reedus) y Maggie a esconderse en el sótano. Consciente de la llegada de los Salvadores, Sasha empaca su bolso y lleva a Rosita (Christian Serratos) a una escotilla de escape secreta que pasa debajo del muro perimetral. Después de escabullirse de Hilltop, ambas rebeldes comienzan a llevar a cabo su misión secreta.
Durante la invasión de los salvadores, un Salvador camina hacia las puertas del sótano. Enid trata desesperadamente de distraerlo del sótano, pero procede a entrar al sótano. Mientras Daryl, retenido por Maggie, prepara su cuchillo para atacar, el Salvador busca en el sótano, pero pronto se va con algunos suministros y cierra la puerta. Una vez que se ha ido, Maggie le comenta a Daryl que él no le ha dicho una palabra desde que regresó a Hilltop. Llorando, Daryl se disculpa con Maggie por haber causado involuntariamente la muerte de Glenn. Maggie resuelve resueltamente que Daryl no tenía la culpa, diciendo que Glenn sabía que Daryl era "bueno", y que casi matar a un Salvador innecesariamente solo habría restado valor al objetivo más grande: ganar la guerra; ellos se abrazan Eventualmente, los salvadores se van con el Dr. Harlan Carson (R. Keith Harris) como su nuevo médico, para que pueda reemplazar a su hermano, Emmett Carson, fallecido recientemente, quien fue quemado vivo dentro de un horno después de ser arrojado por Negan (Jeffrey Dean Morgan) debido a una confesión falsa. Los residentes de Hilltop se reúnen en las puertas y observan a los salvadores irse con el Dr. Carson. Gregory (Xander Berkeley), sintiendo su desilusión, se desplaza incómodo y continúa perdiendo credibilidad como líder.
Situándose en un edificio vacío cerca del Santuario, Sasha y Rosita montaron un nido de francotiradores, Negan aparece, pero rápidamente sus secuaces casualmente interrumpen la ejecución y ambas descubren que Eugene (Josh McDermitt) es confidente oficial de Negan. Mientras esperan, se unen por su propósito y eventos pasados. Por la noche, Sasha y Rosita intentan colarse en el Santuario, donde se encuentran con Eugene desde el otro lado de una valla. Instan a Eugene a ir con ellas y escapar, pero él se niega. Él les dice que se vayan y regresen al complejo; Rosita maldice a Eugene, en sincera decepción. Por sugerencia de Sasha, Rosita vigila mientras Sasha se desliza a través de la valla, pero no se da cuenta de que Sasha usa un candado para cerrar la abertura detrás de ella para poder cerrarle el paso a Rosita. A pesar de la protesta de Rosita, Sasha le explica que no es su "momento" y que Alexandria todavía la necesita. Dejando a Rosita atrás, Sasha irrumpe en el Santuario, a través de una puerta abierta, para matar a Negan. Sasha mata a otro Salvador en el proceso, dejando su destino desconocido. Cuando explotan los disparos, Rosita llora de frustración y huye cuando escucha a los salvadores acercándose, pero finalmente se detiene para recuperar el aliento y nota a una misteriosa figura oscura, sosteniendo una ballesta, mirándola desde una distancia cercana.

## Producción

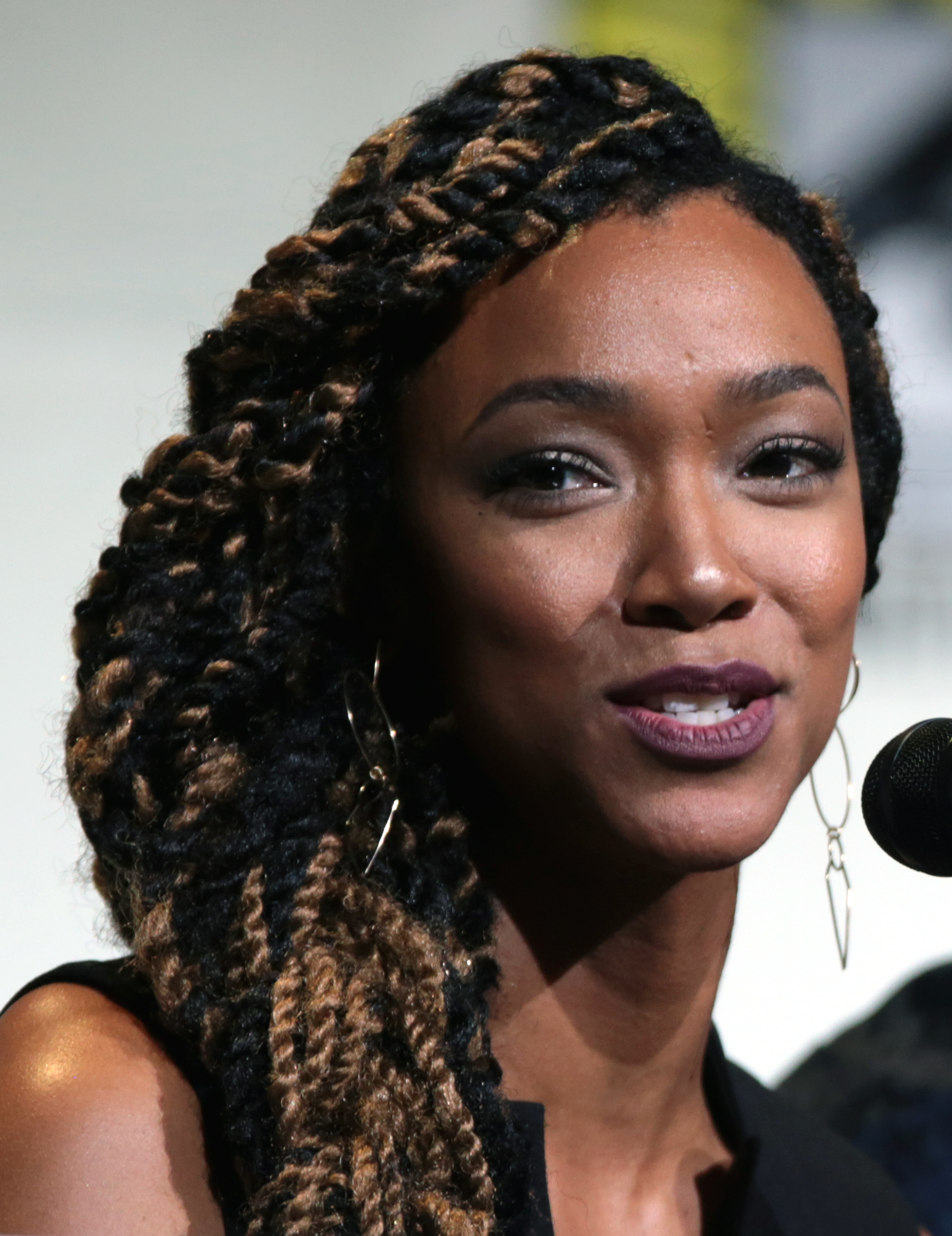
Las escenas que involucran a Sasha (Sonequa Martin-Green) (en la foto) fueron destacadas, pero la mayoría de los críticos consideraron que la decisión de Sasha de sacrificarse para salvar a Rosita (Christian Serratos) fue fabricada.

Los actores Andrew Lincoln (Rick Grimes), Chandler Riggs (Carl Grimes), Danai Gurira (Michonne), Melissa McBride (Carol Peletier), 
Lennie James (Morgan Jones), Alanna Masterson (Tara Chambler), Seth Gilliam (Gabriel Stokes) y Ross Marquand (Aaron) no aparecen durante el episodio pero igual son acreditados y los actores Jeffrey Dean Morgan (Negan) es visto en un breve momento y Austin Amelio (Dwight) es la sombra que aparece al final del capítulo.
El episodio se centra principalmente en Sasha (Sonequa Martin-Green) y Rosita (Christian Serratos). Martin-Green comentó sobre el sacrificio de Sasha como un símbolo de los temas de la temporada diciendo: "Creo que muchos de nosotros hemos comprendido que la única lucha que vale la pena luchar es una para el futuro. somos líderes de este mundo y estamos construyendo un futuro para nosotros, para nuestros hijos y esperemos que los hijos de nuestros hijos, sin importar el sacrificio, es un tema predominante en la mitad de la temporada y creo que es una verdad asombrosa ". Ella dijo: "Rosita se necesita en otro lugar. Tiene que haber un punto a estos sacrificios, como yo le digo, y no tendría sentido para ella a unirse a mí cuando este es mi camino solo para tomar.Era definitivamente emocional, pero allí también había alegría, el gozo que proviene de la reconciliación y el gozo que viene de entrar en lo que crees que es tu propósito ". Serratos mencionó que la escena de unión entre Rosita y Sasha fue el diálogo más que tuvo en el programa. En la historia de Rosita, ella lo comentó: "Ella sabía que lo que tenía que ofrecer era su apariencia y que podría beneficiarla si eligiera utilizarla, y eso es lo que hizo para sobrevivir. el hecho de que ella lo estuviera haciendo 10 veces mejor que todos estos tipos es un mensaje realmente genial."
El episodio también cuenta con la reaparición de Maggie Greene (Lauren Cohan), quien ha estado ausente por cuatro episodios consecutivos y fue vista por última vez brevemente en "Rock in The Road" . Este episodio es también el primero en dirigirse a la orientación sexual de Paul "Jesús Rovia. El actor Tom Payne prometió "que era el mismo personaje en la serie de historietas en ese sentido", y más tarde dijo: "Yo estaba emocionado para establecer primero a Jesús como un ninja rudo y luego tener el hecho de que él pasa a ser LGTB más adelante. Si mi personaje es gay, la forma en que se hace es sutil. Es un momento pequeño.”

## Recepción
"The Other Side" recibió críticas positivas por parte de los críticos. En Rotten Tomatoes, posee un 74% con una calificación promedio de 6.0 sobre 10, basado en 27 revisiones. El consenso del sitio dice: "The Other Side" profundiza en las dolorosas consecuencias de perder personajes clave con una narrativa de construcción lenta que reúne velocidad y gana poder a lo largo del camino.
Erik Kain de Forbes apreció el enfoque en Sasha y Maggie durante el episodio. Él crítico la decisión de ir con el plan de Rosita más bien que el plan de Sasha "usar el rifle del francotirador para un hecho, usando un sniper hacia Negan de una distancia" más bien con la insistencia de Rosita "va dentro de la puerta. Usando el rifle de francotirador para acabarlo. " Kain se mostró crítico con la decisión de Sasha de salvar a Rosita diciendo: "Si el programa realmente hubiera explicado que Rosita era esta parte esencial y esencial del grupo, estaría más inclinada al estar de acuerdo con la decisión de Sasha. al grupo como Rosita.Tiene tan poco sentido como Sasha de acuerdo con el plan de Rosita, en primer lugar, cuando el plan de francotirador es mucho mejor. Y simplemente es una mierda que el mejor personaje está valsando a cierta muerte, mientras que uno de los peores personajes del show (al menos últimamente) está a salvo". Él apreció que Eugene resultó ser "un cobarde verdadero" más bien que "un lobo en la ropa de una oveja."
Escribiendo para  Entertainment Weekly , Nick Romano dio el episodio un grado "B". Sintió el momento en que Sasha se sacrificó y le dijo a Rosita que huyera un poco "forzada" y sintió que, "por todas las cuentas, parecía que quería vivir". Le gustaba la escena de unión entre Sasha y Rosita, y sentía que "un momento como este era necesario para Rosita, que ha sido frustrante para mirar durante algún tiempo como ella toma la decisión imprudente después de la decisión imprudente".
Escribiendo para  The A.V. Club , Zack Handlen dio al episodio un grado "B-". Comentó que el episodio "maneja algo que me parecía casi imposible en este momento: el episodio hizo importarle la amistad de Rosita y Sasha. Rosita se ha convertido en algo difícil últimamente, ya que su rabia y auto-odio le han hecho tediosamente una nota. Sus interacciones con Sasha, en las que nunca se molesta en esconder su resentimiento por Abraham, han sido las peores: Sasha es menos irritante, pero no ha tenido mucho que hacer aparte de llorar y tramar venganza contra Negan. al final de este episodio, ambas mujeres se sienten un poco más cerca de la gente real de nuevo. Es un simple truco que se unen por el intento de asesinato y una lista de los ex novios de Rosita pero un eficaz ". Sin embargo, fue crítico con el tiempo que tomó para llegar a la recompensa emocional del episodio. Él elogió la lealtad de Eugene a Negan y su paga apagado, así como la decisión de Sasha de dejar las discrepancias con Rosita, llamándola un "giro agradable" con las "consecuencias espantosamente horribles".
Escribiendo para Metro, Adam Starkey elogió el episodio, calificándolo de "una construcción efectivamente emocional con algunas actuaciones sobresalientes", disfrutando de los momentos de comodidad entre Sasha y Rosita.
Jacob Stolworthy de The Independent elogió el episodio. Dijo que "lo que hace que este episodio funcione en una longitud de onda la mayoría de los episodios de esta temporada han fracasado es a través del entretejido de los puntos de la trama que los escritores han tomado tiempo para la carne, la paciencia del espectador sigue siendo recompensado. Sasha y Rosita - ambas están tratando de vengar la muerte del hombre a quien ambas amaron, y estos hechos marcaron a estas rivales y ahora son aliadas, las vemos aprender a encontrar respeto mutuo con la muerte inevitable acercándose (más sobre eso abajo)." Elogió la escena entre Daryl y Maggie, felicitando a Reedus y a Cohan por su actuación".
Jeff Stone de IndieWire dio al episodio un grado "B". Sentía que el episodio era "una excusa para darle a Rosita algo parecido al desarrollo del personaje, algo que le ha estado faltando mucho durante sus cuatro temporadas en el programa, y que también está preparado para un cliffhanger que nos lleve a los dos últimos episodios. útil en ambos aspectos ". También cuestionó las acciones de Sasha, creyendo que era "fabricado y sub-motivado (como el turno de Morgan en el último episodio), ya que Sasha nunca parecía tener mucho de un complejo de mártires, y su gran personaje en la serie hasta ahora fue encontrar un camino de regreso del borde después de que se volvió suicida en la temporada 5.
Noam Cohen de The New York Observer fue dio una crítica negativa en este episodio, diciendo: "Cuando decide reducir la velocidad para darnos viñetas centradas en el carácter, en lugar de dejar que sus personalidades y emociones surjan de su participación en la trama, empieza a retrasarse, y se siente como un relleno."

## Índice de audiencia
El episodio recibió una calificación de 4.7 en la clave 18-49 demográfica, con 10,32 millones de espectadores totales.